# Fjodor Petrowitsch Krendelew
Fjodor Petrowitsch Krendelew (russisch Фёдор Петрович Кренделев; * 5. Februar 1927 in Bolotnoje; † 17. April 1987 in Tschita) war ein sowjetischer Geologe, Geochemiker, Geophysiker und Hochschullehrer.

## Leben
Krendelew studierte am Moskauer Ordschonikidse-Institut für Geologie und Prospektion (MGRI) mit Abschluss 1950. Darauf arbeitete er als Geologe in Bulgarien als Chefgeologe einer Prospektionsabteilung.
1956 wurde Krendelew Aspirant im MGRI bei Alexander Andrejewitsch Jakschin. 1957 wurde er Mitglied der KPdSU. 1958 schloss er die Aspirantur ab und verteidigte mit Erfolg seine Dissertation über die geologische Struktur der Udokan-Kupfer-Sandstein-Lagerstätte und Methodik ihrer Prospektion für die Promotion zum Kandidaten der geologisch-mineralogischen Wissenschaften.
1964 wurde Krendelew Leiter des Laboratoriums für Geochemie exogener Prozesse des Instituts für Geologie und Geophysik der Sibirischen Abteilung (SO) der Akademie der Wissenschaften der UdSSR (AN-SSSR, seit 1991 Russische Akademie der Wissenschaften (RAN)) im Nowosibirsker Akademgorodok. Krendelew war an der Exploration vieler Lagerstätten strategisch wichtiger Rohstoffe beteiligt. Er erstellte die erste geologische Karte der Udokan-Kupfer-Lagerstätte im Norden der Region Transbaikalien, in der neben Kupfer Silber, Schwefel, Gold, Platin, Wismut und Zirkonium in industriell lohnenswerten Mengen entdeckt wurden. Er leitete die Entwicklung einer neuen Gammaspektroskopie-Analysemethode für die Lagerstättenuntersuchungen. 1968 wurde er nach der erfolgreichen Verteidigung seiner Doktor-Dissertation über die Clarke-Werte radioaktiver Elemente in den präkambrischen Gesteinen des Jenisseirückens und das Problem der metallhaltigen Konglomerate zum Doktor der geologisch-mineralogischen Wissenschaften promoviert. Ab 1969 lehrte er an der Universität Nowosibirsk.
1973 wurde Krendelew erster Direktor des neuen Geologie-Instituts der Burjatischen Filiale der AN-SSSR in Ulan-Ude. 1975 wurde er Vizevorsitzender des Präsidiums der Burjatischen Filiale der AN-SSSR.
1981 wurde Krendelew Gründungsdirektor des Tschitaer Instituts für natürliche Ressourcen der SO der AN-SSSR. 1984 wurde er zum Korrespondierenden Mitglied der AN-SSSR gewählt. 1986 wurde er zum Professor am Tschitaer Polytechnischen Institut ernannt.
Neben seiner wissenschaftlichen Tätigkeit schrieb Krendelew Gedichte.

## Ehrungen, Preise
- Ehrenzeichen der Sowjetunion (1962, 1982)[3]
- Medaille für den Bau der Baikal-Amur-Magistrale
- Medaille „Veteran der Arbeit“
- Jubiläumsmedaille „Zum Gedenken an den 100. Geburtstag von Wladimir Iljitsch Lenin“
- Ehrenzeichen Verdienter Veteran der SO der AN-SSSR
- Ehrenurkunde des Präsidiums der Burjatischen Autonomen Sozialistischen Sowjetrepublik